# Sesto Giulio Cesare (console 157 a.C.)
Sesto Giulio Cesare (fl. II secolo a.C.) fu un console della Repubblica romana.

## Biografia
Fu edile curule nel 165 a.C. con Gneo Cornelio Dolabella, nell'anno in cui fu rappresentata per la prima volta la Hecyra di Terenzio in occasione dei Ludi Megalenses, come è riportato nella didascalia introduttiva della stessa opera . Probabilmente fu figlio di Sesto Giulio Cesare, pretore del 208 a.C., ed ebbe due figli, Sesto Giulio Cesare Postumo (nonno del console del 90 che concesse la cittadinanza agli italici) e Gaio Giulio Cesare, bisnonno paterno del famoso dittatore.
Fu eletto console nel 157 a.C. con Lucio Aurelio Oreste.